# Chile en la Copa Mundial de Fútbol de 2014
La selección de Chile fue uno de los 32 equipos que participaron en la Copa Mundial de Fútbol de 2014. Esta fue su novena participación en mundiales y segunda consecutiva tras su presencia en Sudáfrica 2010.

## Clasificación
La selección chilena aseguró la clasificación al Mundial de Brasil en la última fecha de las eliminatorias. Con Argentina y Colombia ya clasificadas, la última jornada determinaría las posiciones finales de Chile, Ecuador y Uruguay, las tres selecciones que disputaban los dos puestos restantes que daban pase directo al Mundial. Finalmente Chile se impuso de local en Santiago por 2-1 a Ecuador, terminando su participación en tercer lugar y clasificando directamente a Brasil 2014.
La selección chilena inició el proceso bajo la dirección técnica del argentino-chileno Claudio Borghi, que tomó el cargo en 2011. El principio fue irregular, cayendo en dos de los tres partidos iniciales de las eliminatorias, pero luego hubo tres victorias consecutivas frente a Paraguay, Bolivia y Venezuela, estos dos últimos en condición de visitante, haciendo que Chile lograra por primera vez en su historia liderar la tabla de posiciones bajo el sistema. Luego el equipo entró en una racha negativa de resultados que se inició con una derrota frente a Ecuador en un partido amistoso, le siguieron las derrotas consecutivas en las eliminatorias frente a Colombia, Ecuador y Argentina que sacaron a Chile de los puestos clasificatorios al Mundial, finalmente la derrota en un partido de carácter amistoso 3-1 frente a Serbia el 14 de noviembre de 2012 precipitó la salida del técnico. Ese mismo día la Federación de Fútbol de Chile decidió poner fin al contrato de Claudio Borghi.
El 22 de noviembre la prensa chilena informó que se había llegado a un acuerdo entre la ANFP y la Universidad de Chile para que el argentino Jorge Sampaoli, entonces técnico de la U, tomara las riendas de la selección nacional. Fue presentado oficialmente el 3 de diciembre por Sergio Jadue presidente de la ANFP.
Sampaoli se estrenó en las eliminatorias con una derrota (1-0) en Lima contra Perú, sin embargo luego consiguió cuatro victorias seguidas y un empate de visitante ante Colombia lo que, sumado a la victoria frente a Ecuador en la última fecha, permitió la clasificación directa de la Roja al Mundial.
| Equipo    | Pts | PJ | PG | PE | PP | GF | GC | Dif |
| --------- | --- | -- | -- | -- | -- | -- | -- | --- |
| Argentina | 32  | 16 | 9  | 5  | 2  | 35 | 15 | '20 |
| Colombia  | 30  | 16 | 9  | 3  | 4  | 27 | 13 | 14  |
| Chile     | 28  | 16 | 9  | 1  | 6  | 29 | 25 | 4   |
| Ecuador   | 25  | 16 | 7  | 4  | 5  | 20 | 16 | 4   |
| Uruguay   | 25  | 16 | 7  | 4  | 5  | 25 | 25 | 0   |
| Venezuela | 20  | 16 | 5  | 5  | 6  | 14 | 20 | -6  |
| Perú      | 15  | 16 | 4  | 3  | 9  | 17 | 26 | -9  |
| Bolivia   | 12  | 16 | 2  | 6  | 8  | 17 | 30 | -13 |
| Paraguay  | 12  | 16 | 3  | 3  | 10 | 17 | 31 | -14 |

### Primera rueda
| Fecha                    | Lugar          |           |                      | Resultado |                     |          |
| ------------------------ | -------------- | --------- | -------------------- | --------- | ------------------- | -------- |
| 7 de octubre de 2011     | Buenos Aires   | Argentina | Bandera de Argentina | 4:1 (2:0) | Bandera de Chile    | Chile    |
| 11 de octubre de 2011    | Santiago       | Chile     | Bandera de Chile     | 4:2 (2:0) | Bandera de Perú     | Perú     |
| 11 de noviembre de 2011  | Montevideo     | Uruguay   | Bandera de Uruguay   | 4:0 (2:0) | Bandera de Chile    | Chile    |
| 15 de noviembre de 2011  | Santiago       | Chile     | Bandera de Chile     | 2:0 (1:0) | Bandera de Paraguay | Paraguay |
| 2 de junio de 2012       | La Paz         | Bolivia   | Bandera de Bolivia   | 0:2 (0:1) | Bandera de Chile    | Chile    |
| 9 de junio de 2012       | Puerto La Cruz | Venezuela | Bandera de Venezuela | 0:2 (0:0) | Bandera de Chile    | Chile    |
| 11 de septiembre de 2012 | Santiago       | Chile     | Bandera de Chile     | 1:3 (1:0) | Bandera de Colombia | Colombia |
| 12 de octubre de 2012    | Quito          | Ecuador   | Bandera de Ecuador   | 3:1 (1:1) | Bandera de Chile    | Chile    |

### Segunda rueda
| Fecha                   | Lugar        |          |                     | Resultado |                      |           |
| ----------------------- | ------------ | -------- | ------------------- | --------- | -------------------- | --------- |
| 16 de octubre de 2012   | Santiago     | Chile    | Bandera de Chile    | 1:2 (0:2) | Bandera de Argentina | Argentina |
| 22 de marzo de 2013     | Lima         | Perú     | Bandera de Perú     | 1:0 (0:0) | Bandera de Chile     | Chile     |
| 26 de marzo de 2013     | Santiago     | Chile    | Bandera de Chile    | 2:0 (1:0) | Bandera de Uruguay   | Uruguay   |
| 7 de junio de 2013      | Asunción     | Paraguay | Bandera de Paraguay | 1:2 (0:1) | Bandera de Chile     | Chile     |
| 11 de junio de 2013     | Santiago     | Chile    | Bandera de Chile    | 3:1 (2:1) | Bandera de Bolivia   | Bolivia   |
| 6 de septiembre de 2013 | Santiago     | Chile    | Bandera de Chile    | 3:0 (2:0) | Bandera de Venezuela | Venezuela |
| 11 de octubre de 2013   | Barranquilla | Colombia | Bandera de Colombia | 3:3 (0:3) | Bandera de Chile     | Chile     |
| 15 de octubre de 2013   | Santiago     | Chile    | Bandera de Chile    | 2:1 (2:0) | Bandera de Ecuador   | Ecuador   |

### Goleadores
Los goleadores de la selección chilena durante las clasificatorias, fueron los jugadores Eduardo Vargas y Arturo Vidal, ambos con cinco conquistas, superando por un gol a Alexis Sánchez, que marcó cuatro.
| Jugador            | Goles marcados | PJ |
| ------------------ | -------------- | -- |
| Arturo Vidal       | 5              | 11 |
| Eduardo Vargas     | 5              | 14 |
| Alexis Sánchez     | 4              | 12 |
| Matías Fernández   | 3              | 12 |
| Charles Aránguiz   | 2              | 7  |
| Gary Medel         | 2              | 12 |
| Felipe Gutiérrez   | 1              | 2  |
| Matías Campos Toro | 1              | 2  |
| Waldo Ponce        | 1              | 4  |
| Pablo Contreras    | 1              | 5  |
| Esteban Paredes    | 1              | 6  |
| Humberto Suazo     | 1              | 7  |
| Marcos González    | 1              | 14 |

## Preparación

### Campamento base
El 11 de diciembre de 2013 el presidente de la ANFP, Sergio Jadue, confirmó que el campamento base de la selección chilena será el centro deportivo Toca da Raposa II en Belo Horizonte propiedad del club Cruzeiro, el acuerdo se firmó entre Sergio Jade y el presidente del club brasileño Gilvan de Pinho Tavares luego de que el dirigente chileno hubiese realizado una gira por las ciudades donde Chile jugará la fase de grupos terminado en Belo Horizonte el 10 de diciembre de 2013.
El centro deportivo inaugurado el 9 de marzo de 2002 se sitúa en Bairro Trevo y ocupa un área de 86 mil metros cuadrados, cuenta con cuatro canchas de pasto con medidas oficiales y 27 habitaciones. Además, posee un centro médico con altos estándares tecnológicos, sala de masajes, departamento de fisioterapia, piscina techada, saunas y camarines.

### Amistosos previos
| 15 de noviembre de 2013 | Inglaterra | 0:2 (0:1) | Chile              | Estadio de Wembley, Londres, Inglaterra                   |                                                           |
|                         |            | Reporte   | Sánchez 7', 90'+4' | Asistencia: 62 953 espectadores Árbitro(s): Florian Meyer | Asistencia: 62 953 espectadores Árbitro(s): Florian Meyer |

| 19 de noviembre de 2013 | Brasil                 | 2:1 (1:0) | Chile      | Rogers Centre, Toronto, Canadá                              |                                                             |
|                         | Hulk 14' · Robinho 79' | Reporte   | Vargas 71' | Asistencia: 30,000 espectadores Árbitro(s): Silviu Petrescu | Asistencia: 30,000 espectadores Árbitro(s): Silviu Petrescu |

| 22 de enero de 2014 | Chile                                         | 4:0 (1:0) | Costa Rica | Estadio Francisco Sánchez Rumoroso, Coquimbo, Chile        |                                                            |
|                     | Albornoz 13' · Hernández 50', 54' · Muñoz 79' | Reporte   |            | Asistencia: 20,000 espectadores Árbitro(s): Mauro Vigliano | Asistencia: 20,000 espectadores Árbitro(s): Mauro Vigliano |

| 5 de marzo de 2014 | Alemania  | 1:0 (1:0) | Chile | Mercedes-Benz Arena, Stuttgart, Alemania                     |                                                              |
|                    | Götze 16' | Reporte   |       | Asistencia: 54,449 espectadores Árbitro(s): Mark Clattenburg | Asistencia: 54,449 espectadores Árbitro(s): Mark Clattenburg |

| 30 de mayo de 2014 | Chile                      | 3:2 (1:2) | Egipto                | Estadio Nacional, Santiago, Chile                           |                                                             |
|                    | Díaz 26' · Vargas 60', 78' | Reporte   | Salah 12' · Kamar 16' | Asistencia: 30,000 espectadores Árbitro(s): Óscar Maldonado | Asistencia: 30,000 espectadores Árbitro(s): Óscar Maldonado |

| 4 de junio de 2014 | Chile                    | 2:0 (0:0) | Irlanda del Norte | Estadio Elías Figueroa Brander, Valparaíso, Chile |                             |
|                    | Vargas 79' · Pinilla 82' | Reporte   |                   | Árbitro(s): Carlos Amarilla                       | Árbitro(s): Carlos Amarilla |

## Lista de jugadores
El 13 de mayo de 2014 Jorge Sampaoli, entrenador de la selección de Chile, dio a conocer la lista provisional de 30 jugadores convocados que envió a la FIFA. El 1 de junio fue anunciado en el sitio web de la Asociación Nacional de Fútbol Profesional la lista de los 23 jugadores participantes en el torneo.
| #     | Nombre                | Región         | Posición       | Edad           | PJ Sel         | G              | Club                 |
| ----- | --------------------- | -------------- | -------------- | -------------- | -------------- | -------------- | -------------------- |
| 1     | Claudio Bravo         |                | Portero        | 31             | 79             | 0              | Real Sociedad        |
| 2     | Eugenio Mena          |                | Defensa        | 25             | 25             | 3              | Santos               |
| 3     | Miiko Albornoz        |                | Defensa        | 23             | 2              | 1              | Malmö                |
| 4     | Mauricio Isla         |                | Defensa        | 26             | 47             | 2              | Juventus             |
| 5     | Francisco Silva       |                | Centrocampista | 28             | 12             | 1              | Osasuna              |
| 6     | Carlos Carmona        |                | Centrocampista | 27             | 45             | 1              | Atalanta             |
| 7     | Alexis Sánchez        |                | Delantero      | 25             | 67             | 22             | Barcelona            |
| 8     | Arturo Vidal          |                | Centrocampista | 27             | 54             | 8              | Juventus             |
| 9     | Mauricio Pinilla      |                | Delantero      | 30             | 26             | 5              | Cagliari             |
| 10    | Jorge Valdivia        |                | Centrocampista | 30             | 57             | 4              | Palmeiras            |
| 11    | Eduardo Vargas        |                | Delantero      | 24             | 30             | 14             | Valencia             |
| 12    | Cristopher Toselli    |                | Portero        | 25             | 4              | 0              | Universidad Católica |
| 13    | José Rojas            |                | Defensa        | 30             | 19             | 1              | Universidad de Chile |
| 14    | Fabián Orellana       |                | Delantero      | 28             | 26             | 2              | Celta de Vigo        |
| 15    | Jean Beausejour       |                | Centrocampista | 30             | 60             | 5              | Wigan Athletic       |
| 16    | Felipe Gutiérrez      |                | Centrocampista | 23             | 18             | 1              | Twente               |
| 17    | Gary Medel            |                | Defensa        | 26             | 61             | 5              | Cardiff City         |
| 18    | Gonzalo Jara          |                | Defensa        | 28             | 65             | 3              | Nottingham Forest    |
| 19    | José Pedro Fuenzalida |                | Centrocampista | 29             | 23             | 1              | Colo-Colo            |
| 20    | Charles Aránguiz      |                | Centrocampista | 25             | 21             | 2              | Internacional        |
| 21    | Marcelo Díaz          |                | Centrocampista | 27             | 21             | 1              | Basel                |
| 22    | Esteban Paredes       |                | Delantero      | 33             | 35             | 10             | Colo-Colo            |
| 23    | Johnny Herrera        |                | Portero        | 33             | 8              | 0              | Universidad de Chile |
| D. T. | Jorge Sampaoli        | Jorge Sampaoli | Jorge Sampaoli | Jorge Sampaoli | Jorge Sampaoli | Jorge Sampaoli | Jorge Sampaoli       |

Los siguientes jugadores no formaron parte de la nómina definitiva de 23 pero fueron incluidos en la lista provisional de 30 jugadores que la Federación de Fútbol de Chile (FFCh) envió a la FIFA. 
| Nombre                | Posición       | Edad | PJ Sel | G  | Club                 |
| --------------------- | -------------- | ---- | ------ | -- | -------------------- |
| Paulo Garcés          | Portero        | 29   | 1      | 0  | O'Higgins            |
| Enzo Roco             | Defensa        | 21   | 4      | 1  | Universidad Católica |
| Marcos González       | Defensa        | 34   | 28     | 2  | Unión Española       |
| Matías Fernández      | Centrocampista | 28   | 60     | 14 | Fiorentina           |
| Pedro Pablo Hernández | Centrocampista | 27   | 1      | 2  | O'Higgins            |
| Rodrigo Millar        | Centrocampista | 32   | 29     | 2  | Atlas                |
| Gustavo Canales       | Delantero      | 32   | 1      | 0  | Unión Española       |

Los primeros descartados por Jorge Sampaoli fueron los delanteros Gustavo Canales y Esteban Paredes y el defensa Enzo Andía. El 20 de mayo el mediocampista Matías Fernández anunció que no participará en el mundial por una lesión en un tobillo que le impide estar en óptimas condiciones físicas. El 23 de mayo la ANFP informó que Sampaoli decidió liberar de la concentración al portero Paulo Garcés, un día después el medio Pedro Pablo Hernández fue el sexto jugador en ser liberado de la selección.
El 25 de mayo, ante las bajas por lesión de Matías Fernández y Pedro Pablo Hernández, el delantero Esteban Paredes volvió a ser llamado a la selección.

### Sparrings
El 2 de junio de 2014 el encargado del grupo de jóvenes futbolistas Nicolás Diez, dio a conocer la lista de 19 jugadores (sparrings) que asistieron a las prácticas del equipo mayor. El 6 de junio fue descartado Pablo Galdames debido a una fractura de peroné en una práctica abierta al público en Belo Horizonte.
| # | Nombre              | Posición      | Edad | PJ Sel | Club                 |
| - | ------------------- | ------------- | ---- | ------ | -------------------- |
|   | Brayan Vejar        | Defensa       | 18   | 0      | Huachipato           |
|   | Sebastián Vegas     | Defensa       | 17   | 0      | Audax Italiano       |
|   | Dino Agote          | Defensa       | 17   | 0      | Universidad Católica |
|   | Brian Torrealba     | Defensa       | 16   | 0      | O'Higgins            |
|   | Rodrigo Echeverría  | Defensa       | 19   | 0      | Universidad de Chile |
|   | José Ibacache       | Defensa       | 19   | 0      | Universidad de Chile |
|   | Dilan Zúñiga        | Defensa       | 17   | 0      | Colo-Colo            |
|   | Carlos Lobos        | Mediocampista | 17   | 0      | Universidad Católica |
|   | Kevin Medel         | Mediocampista | 18   | 0      | Universidad Católica |
|   | Andrés Díaz         | Mediocampista | 19   | 0      | Universidad Católica |
|   | Jaime Carreño       | Mediocampista | 17   | 0      | Universidad Católica |
|   | Luis Felipe Pinilla | Mediocampista | 16   | 0      | Universidad de Chile |
|   | Pablo Galdames      | Mediocampista | 17   | 0      | Unión Española       |
|   | Bryan Carvallo      | Mediocampista | 17   | 0      | Colo-Colo            |
|   | Iván Pardo          | Delantero     | 18   | 0      | O'Higgins            |
|   | Joe Abrigo          | Delantero     | 19   | 0      | Magallanes           |
|   | Gonzalo Reyes       | Delantero     | 18   | 0      | Santiago Morning     |
|   | Matías Bizama       | Delantero     | 17   | 0      | Universidad de Chile |
|   | Roberto Riveros     | Delantero     | 18   | 0      | Colo-Colo            |

## Participación

### Grupo B
| Equipo       | Pts | PJ | PG | PE | PP | GF | GC | Dif |
| ------------ | --- | -- | -- | -- | -- | -- | -- | --- |
| Países Bajos | 9   | 3  | 3  | 0  | 0  | 10 | 3  | 7   |
| Chile        | 6   | 3  | 2  | 0  | 1  | 5  | 3  | 2   |
| España       | 3   | 3  | 1  | 0  | 2  | 4  | 7  | -3  |
| Australia    | 0   | 3  | 0  | 0  | 3  | 3  | 9  | -6  |

#### Chile - Australia
| 13 de junio de 2014, 18:00 (UTC-4) | Chile                                         | 3:1 (2:1) | Australia  | Arena Pantanal, Cuiabá                                      |                                                             |
|                                    | Sánchez 11' · Valdivia 13' · Beausejour 90+1' | Reporte   | Cahill 34' | Asistencia: 40 275 espectadores Árbitro(s): Noumandiez Doue | Asistencia: 40 275 espectadores Árbitro(s): Noumandiez Doue |

|  | Bandera de Chile |  | Bandera de Australia |  |
|  | ---------------- |  | -------------------- |  |

| CHILE          |    |                  |     |     |
|                |    |                  |     |     |
| POR            | 1  | Claudio Bravo    |     |     |
| DEF            | 4  | Mauricio Isla    |     |     |
| DEF            | 17 | Gary Medel       |     |     |
| DEF            | 18 | Gonzalo Jara     |     |     |
| DEF            | 2  | Eugenio Mena     |     |     |
| MED            | 20 | Charles Aránguiz | 86' |     |
| MED            | 21 | Marcelo Díaz     |     |     |
| MED            | 8  | Arturo Vidal     |     | 60' |
| DEL            | 7  | Alexis Sánchez   |     |     |
| DEL            | 10 | Jorge Valdivia   |     | 68' |
| DEL            | 11 | Eduardo Vargas   |     | 88' |
| Sustituciones: |    |                  |     |     |
| MED            | 16 | Felipe Gutiérrez |     | 60' |
| MED            | 15 | Jean Beausejour  |     | 68' |
| DEL            | 9  | Mauricio Pinilla |     | 88' |
| Entrenador:    |    |                  |     |     |
| Jorge Sampaoli |    |                  |     |     |

| AUSTRALIA        |    |                    |     |     |
|                  |    |                    |     |     |
| POR              | 1  | Mathew Ryan        |     |     |
| DEF              | 2  | Ivan Franjić       |     | 49' |
| DEF              | 22 | Alex Wilkinson     |     |     |
| DEF              | 6  | Matthew Špiranović |     |     |
| DEF              | 3  | Jason Davidson     |     |     |
| MED              | 15 | Mile Jedinak       | 58' |     |
| MED              | 5  | Mark Milligan      | 67' |     |
| MED              | 7  | Mathew Leckie      |     |     |
| MED              | 23 | Mark Bresciano     |     | 78' |
| MED              | 11 | Tommy Oar          |     | 68' |
| DEL              | 4  | Tim Cahill         | 44' |     |
| Sustituciones:   |    |                    |     |     |
| DEF              | 19 | Ryan McGowan       |     | 49' |
| DEL              | 10 | Ben Halloran       |     | 68' |
| MED              | 14 | James Troisi       |     | 78' |
| Entrenador:      |    |                    |     |     |
| Ange Postecoglou |    |                    |     |     |

| Árbitros asistentes: Songuifolo Yeo Jean-Claude Birumushahu Cuarto oficial: Roberto Moreno Árbitro asistente de reserva: Eric Boria |

#### España - Chile
| 18 de junio de 2014, 16:00 (UTC-3)                    | España | 0:2 (0:2) | Chile                     | Estadio Maracaná, Río de Janeiro                        |                                                         |
|                                                       |        | Reporte   | Vargas 19' · Aránguiz 42' | Asistencia: 74 101 espectadores Árbitro(s): Mark Geiger | Asistencia: 74 101 espectadores Árbitro(s): Mark Geiger |
| Primera victoria en la historia de Chile sobre España |        |           |                           |                                                         |                                                         |

|  | Bandera de España |  | Bandera de Chile |  |
|  | ----------------- |  | ---------------- |  |

| España             |    |                   |     |         |
|                    |    |                   |     |         |
| POR                | 1  | Iker Casillas     |     |         |
| DEF                | 22 | César Azpilicueta |     |         |
| DEF                | 4  | Javi Martínez     |     |         |
| DEF                | 15 | Sergio Ramos      |     |         |
| DEF                | 18 | Jordi Alba        |     |         |
| MED                | 16 | Sergio Busquets   |     |         |
| MED                | 14 | Xabi Alonso       | 40' | 46'(ET) |
| MED                | 6  | Andrés Iniesta    |     |         |
| DEL                | 21 | David Silva       |     |         |
| DEL                | 19 | Diego Costa       |     | 64'     |
| DEL                | 11 | Pedro Rodríguez   |     | 76'     |
| Sustituciones:     |    |                   |     |         |
| MED                | 17 | Koke              |     | 46'(ET) |
| DEL                | 9  | Fernando Torres   |     | 64'     |
| MED                | 20 | Santi Cazorla     |     | 76'     |
| Entrenador:        |    |                   |     |         |
| Vicente del Bosque |    |                   |     |         |

| Chile          |    |                  |     |     |
|                |    |                  |     |     |
| POR            | 1  | Claudio Bravo    |     |     |
| DEF            | 5  | Francisco Silva  |     |     |
| DEF            | 17 | Gary Medel       |     |     |
| DEF            | 18 | Gonzalo Jara     |     |     |
| MED            | 4  | Mauricio Isla    |     |     |
| MED            | 20 | Charles Aránguiz |     | 64' |
| MED            | 21 | Marcelo Díaz     |     |     |
| MED            | 2  | Eugenio Mena     | 61' |     |
| MED            | 8  | Arturo Vidal     | 26' | 88' |
| DEL            | 7  | Alexis Sánchez   |     |     |
| DEL            | 11 | Eduardo Vargas   |     | 85' |
| Sustituciones: |    |                  |     |     |
| MED            | 16 | Felipe Gutiérrez |     | 64' |
| MED            | 10 | Jorge Valdivia   |     | 85' |
| MED            | 6  | Carlos Carmona   |     | 88' |
| Entrenador:    |    |                  |     |     |
| Jorge Sampaoli |    |                  |     |     |

| Árbitros asistentes: Mark Hurd Joe Fletcher Cuarto oficial: Nawaf Shukralla Árbitro asistente de reserva: Yaser Abdulla |

#### Países Bajos - Chile
| 23 de junio de 2014, 13:00 (UTC-3) | Países Bajos          | 2:0 (0:0) | Chile | Estadio Arena Corinthians, São Paulo                       |                                                            |
|                                    | Fer 76' · Depay 90+1' | Reporte   |       | Asistencia: 62 996 espectadores Árbitro(s): Bakary Gassama | Asistencia: 62 996 espectadores Árbitro(s): Bakary Gassama |

|  | Bandera de los Países Bajos |  | Bandera de Chile |  |
|  | --------------------------- |  | ---------------- |  |

| Países Bajos   |    |                     |     |     |
|                |    |                     |     |     |
| POR            | 1  | Jasper Cillessen    |     |     |
| DEF            | 7  | Daryl Janmaat       |     |     |
| DEF            | 2  | Ron Vlaar           |     |     |
| DEF            | 3  | Stefan De Vrij      |     |     |
| DEF            | 5  | Daley Blind         | 64' |     |
| DEF            | 15 | Dirk Kuyt           |     | 89' |
| MED            | 20 | Georginio Wijnaldum |     |     |
| MED            | 6  | Nigel de Jong       |     |     |
| MED            | 10 | Wesley Sneijder     |     | 75' |
| DEL            | 17 | Jeremain Lens       |     | 69' |
| DEL            | 11 | Arjen Robben        |     |     |
| Sustituciones: |    |                     |     |     |
| DEL            | 21 | Memphis Depay       |     | 69' |
| MED            | 18 | Leroy Fer           |     | 75' |
| DEF            | 14 | Terence Kongolo     |     | 89' |
| Entrenador:    |    |                     |     |     |
| Louis van Gaal |    |                     |     |     |

| Chile          |    |                  |     |         |
|                |    |                  |     |         |
| POR            | 1  | Claudio Bravo    |     |         |
| DEF            | 5  | Francisco Silva  | 25' | 70'     |
| DEF            | 17 | Gary Medel       |     |         |
| DEF            | 18 | Gonzalo Jara     |     |         |
| MED            | 4  | Mauricio Isla    |     |         |
| MED            | 20 | Charles Aránguiz |     |         |
| MED            | 21 | Marcelo Díaz     |     |         |
| MED            | 2  | Eugenio Mena     |     |         |
| MED            | 16 | Felipe Gutiérrez |     | 46'(ET) |
| DEL            | 7  | Alexis Sánchez   |     |         |
| DEL            | 11 | Eduardo Vargas   |     | 81'     |
| Sustituciones: |    |                  |     |         |
| MED            | 15 | Jean Beausejour  |     | 46'(ET) |
| MED            | 10 | Jorge Valdivia   |     | 70'     |
| DEL            | 9  | Mauricio Pinilla |     | 81'     |
| Entrenador:    |    |                  |     |         |
| Jorge Sampaoli |    |                  |     |         |

| Árbitros asistentes: Evarist Menkouande Félicien Kabanda Cuarto oficial: Joel Aguilar Árbitro asistente de reserva: William Torres |

### Octavos de final

#### Brasil - Chile
| 28 de junio de 2014, 13:00 (UTC-3) | Brasil                                         | 1:1 (1:1, 1:1) (t. s.)(3:2 p.) | Chile                                      | Estadio Mineirão, Belo Horizonte                        |                                                         |
|                                    | David Luiz 17'                                 | Reporte                        | Sánchez 31'                                | Asistencia: 57 714 espectadores Árbitro(s): Howard Webb | Asistencia: 57 714 espectadores Árbitro(s): Howard Webb |
|                                    |                                                | Tiros desde el punto penal     |                                            |                                                         |                                                         |
|                                    | David Luiz · Willian · Marcelo · Hulk · Neymar |                                | Pinilla · Sánchez · Aránguiz · Díaz · Jara |                                                         |                                                         |

|  | Bandera de Brasil |  | Bandera de Chile |  |
|  | ----------------- |  | ---------------- |  |

| Brasil              |    |              |      |      |
|                     |    |              |      |      |
| POR                 | 12 | Júlio César  |      |      |
| DEF                 | 2  | Daniel Alves | 106' |      |
| DEF                 | 3  | Thiago Silva |      |      |
| DEF                 | 4  | David Luiz   |      |      |
| DEF                 | 6  | Marcelo      |      |      |
| MED                 | 5  | Fernandinho  |      | 72'  |
| MED                 | 17 | Luiz Gustavo | 60'  |      |
| MED                 | 11 | Oscar        |      | 106' |
| DEL                 | 7  | Hulk         | 55'  |      |
| DEL                 | 9  | Fred         |      | 64'  |
| DEL                 | 10 | Neymar       |      |      |
| Sustituciones:      |    |              |      |      |
| DEL                 | 21 | Jô           | 93'  | 64'  |
| MED                 | 16 | Ramires      |      | 72'  |
| MED                 | 19 | Willian      |      | 106' |
| Entrenador:         |    |              |      |      |
| Luiz Felipe Scolari |    |              |      |      |

| Chile          |    |                  |      |      |
|                |    |                  |      |      |
| POR            | 1  | Claudio Bravo    |      |      |
| DEF            | 5  | Francisco Silva  | 40'  |      |
| DEF            | 17 | Gary Medel       |      | 108' |
| DEF            | 18 | Gonzalo Jara     |      |      |
| MED            | 4  | Mauricio Isla    |      |      |
| MED            | 20 | Charles Aránguiz |      |      |
| MED            | 21 | Marcelo Díaz     |      |      |
| MED            | 2  | Eugenio Mena     | 17'  |      |
| MED            | 8  | Arturo Vidal     |      | 87'  |
| DEL            | 7  | Alexis Sánchez   |      |      |
| DEL            | 11 | Eduardo Vargas   |      | 57'  |
| Sustituciones: |    |                  |      |      |
| MED            | 16 | Felipe Gutiérrez |      | 57'  |
| DEL            | 9  | Mauricio Pinilla | 102' | 87'  |
| DEF            | 13 | José Rojas       |      | 108' |
| Entrenador:    |    |                  |      |      |
| Jorge Sampaoli |    |                  |      |      |

| Árbitros asistentes: Michael Mullarkey Darren Cann Cuarto oficial: Felix Brych Árbitro asistente de reserva: Mark Borsh |

Luego Jorge Sampaoli reconoció que no preparó la definición por penales, por lo que la prensa deportiva local lo criticó y responsabilizó de la eliminación. El 29 de junio la delegación chilena fue recibida en su país en el Palacio de La Moneda por la presidenta Michelle Bachelet.

## Estadísticas

### Participación de jugadores
| #  | Pos        | Jugador            | PJ (T/S) | Minutos Jugados | Goles recibidos | Atajos | Tarjetas Amarillas | Doble Tarjeta Amarilla y Roja | Tarjetas Rojas |
| -- | ---------- | ------------------ | -------- | --------------- | --------------- | ------ | ------------------ | ----------------------------- | -------------- |
| 1  | Guardameta | Claudio Bravo      | 4(4/0)   | 390'            | 4               | 18     | 0                  | 0                             | 0              |
| 12 | Guardameta | Cristopher Toselli | 0        | 0               | 0               | 0      | 0                  | 0                             | 0              |
| 23 | Guardameta | Johnny Herrera     | 0        | 0               | 0               | 0      | 0                  | 0                             | 0              |

| #  | Pos            | Jugador               | PJ (T/S) | Minutos Jugados | (P) | Asistencias | Tarjetas Amarillas | Doble Tarjeta Amarilla y Roja | Tarjetas Rojas |
| -- | -------------- | --------------------- | -------- | --------------- | --- | ----------- | ------------------ | ----------------------------- | -------------- |
| 2  | Defensa        | Eugenio Mena          | 4(4/0)   | 390'            | 0   | 0           | 2                  | 0                             | 0              |
| 3  | Defensa        | Miiko Albornoz        | 0        | 0               | 0   | 0           | 0                  | 0                             | 0              |
| 4  | Defensa        | Mauricio Isla         | 4(4/0)   | 390'            | 0   | 0           | 0                  | 0                             | 0              |
| 5  | Centrocampista | Francisco Silva       | 3(3/0)   | 280'            | 0   | 0           | 2                  | 0                             | 0              |
| 6  | Centrocampista | Carlos Carmona        | 1(0/1)   | 2'              | 0   | 0           | 0                  | 0                             | 0              |
| 7  | Delantero      | Alexis Sánchez        | 4(4/0)   | 390'            | 2   | 1           | 0                  | 0                             | 0              |
| 8  | Centrocampista | Arturo Vidal          | 3(3/0)   | 235'            | 0   | 0           | 1                  | 0                             | 0              |
| 9  | Delantero      | Mauricio Pinilla      | 3(0/3)   | 44'             | 0   | 0           | 1                  | 0                             | 0              |
| 10 | Centrocampista | Jorge Valdivia        | 3(1/2)   | 93'             | 1   | 0           | 0                  | 0                             | 0              |
| 11 | Delantero      | Eduardo Vargas        | 4(4/0)   | 311'            | 1   | 2           | 0                  | 0                             | 0              |
| 13 | Defensa        | José Rojas            | 1(0/1)   | 12'             | 0   | 0           | 0                  | 0                             | 0              |
| 14 | Delantero      | Fabián Orellana       | 0        | 0               | 0   | 0           | 0                  | 0                             | 0              |
| 15 | Centrocampista | Jean Beausejour       | 2(0/2)   | 66'             | 1   | 0           | 0                  | 0                             | 0              |
| 16 | Centrocampista | Felipe Gutiérrez      | 4(1/3)   | 165'            | 0   | 0           | 0                  | 0                             | 0              |
| 17 | Defensa        | Gary Medel            | 4(4/0)   | 378'            | 0   | 0           | 0                  | 0                             | 0              |
| 18 | Defensa        | Gonzalo Jara          | 4(4/0)   | 390'            | 0   | 0           | 0                  | 0                             | 0              |
| 19 | Centrocampista | José Pedro Fuenzalida | 0        | 0               | 0   | 0           | 0                  | 0                             | 0              |
| 20 | Centrocampista | Charles Aránguiz      | 4(4/0)   | 364'            | 1   | 1           | 1                  | 0                             | 0              |
| 21 | Centrocampista | Marcelo Díaz          | 4(4/0)   | 390'            | 0   | 0           | 0                  | 0                             | 0              |
| 22 | Delantero      | Esteban Paredes       | 0        | 0               | 0   | 0           | 0                  | 0                             | 0              |